# Reginald Hildyard

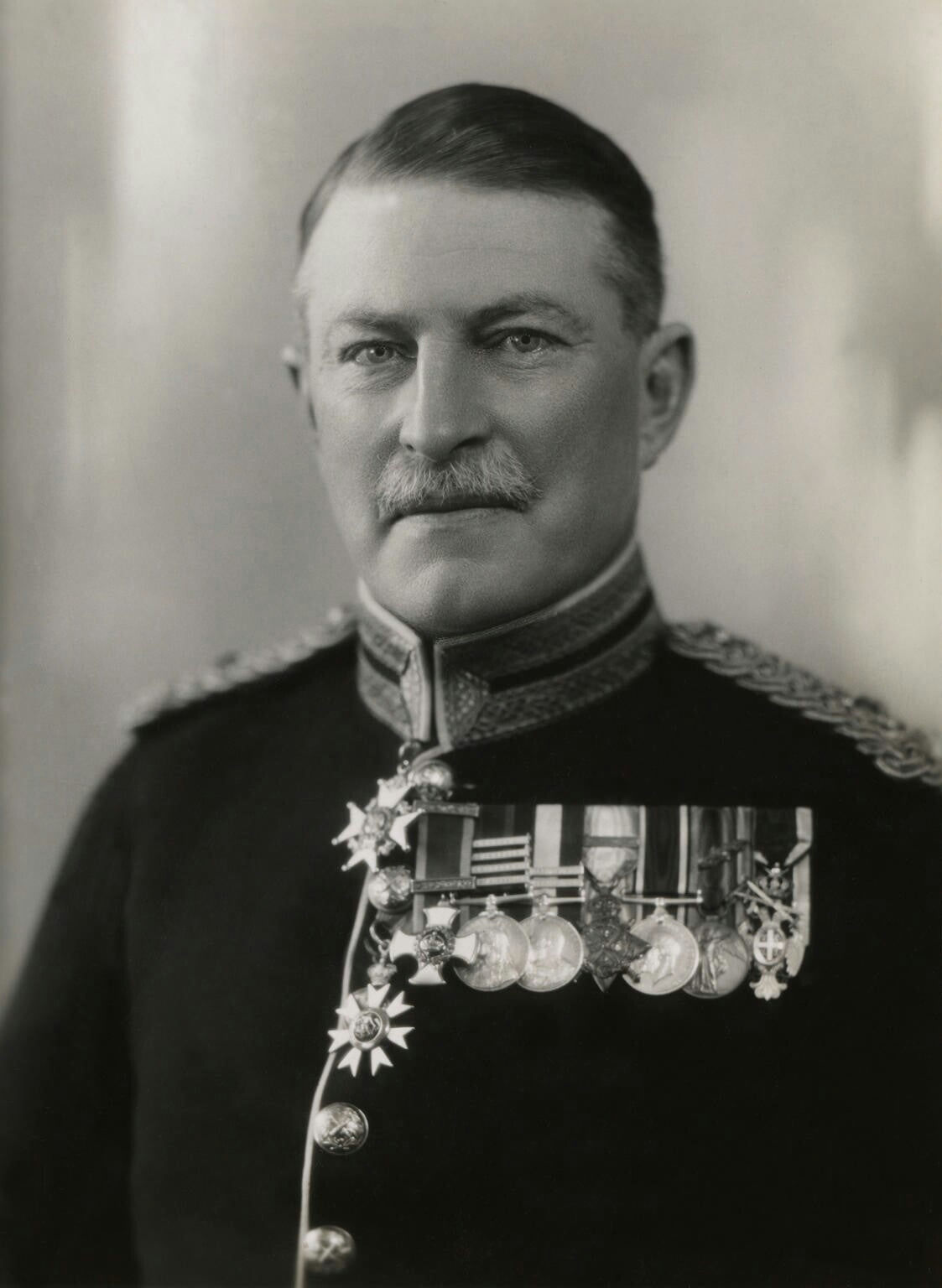
Reginald Hildyard (1930)

Reginald John Thoroton Hildyard, KCB, CMG, DSO (* 11. Dezember 1876 in Frimley, Surrey; † 29. September 1965 in East Sussex) war ein britischer General der British Army, der unter anderem zwischen 1936 und 1939 Gouverneur und Oberkommandierender von Bermuda war.

## Leben
Reginald John Thoroton Hildyard war ein Sohn von General Henry John Thoroton Hildyard und dessen Ehefrau Annette Prevost Hildyard. Sein Großvater väterlicherseits Thomas Thoroton-Hildyard war für die Conservative Party 25 Jahre lang Mitglied des Unterhauses (House of Commons), während sein Großvater mütterlicherseits war James Charles Prevost, ein Admiral der Royal Navy. Er selbst absolvierte nach dem Schulbesuch eine Offiziersausbildung und trat 1896 als Leutnant (Second Lieutenant) des Linieninfanterieregiments Queen’s Own Royal West Kent Regiment in die British Army ein. Er nahm von 1899 bis 1902 am Zweiten Burenkrieg teil und wurde 1904 zum Hauptmann (Captain) befördert. Nach weiteren Verwendungen als Offizier wurde er während des Ersten Weltkrieges 1915 zum Major befördert. Für seine militärischen Verdienste im Ersten Weltkrieg wurde er Companion des Order of St Michael and St George (CMG) sowie mit dem Distinguished Service Order (DSO) ausgezeichnet.
Nach seiner Beförderung zum Oberst (Colonel) 1919 fungierte Hildyard zwischen August 1920 und September 1924 als Kommandeur (Commanding Officer) der 144th (Gloucester and Worcester) Infantry Brigade. Danach wechselte er nach Britisch-Indien war er von Oktober 1924 bis April 1928 als Brigadegeneral Chef des Stabes des Nord-Kommandos der Britisch-Indischen Armee (Brigadier General Staff Northern Command, Indian Army). Im Anschluss fungierte er nach seiner Rückkehr zwischen Mai 1928 und Dezember 1929 als Kommandeur der 2nd Rhine Brigade. Als Generalleutnant (Lieutenant-General) war er zwischen Oktober 1930 und Oktober 1934 Kommandierender General (General Officer Commanding) der 43. Wessex-Infanteriedivision (43rd (Wessex) Infantry Division).
Zuletzt löste General Reginald Hildyard im Mai 1936 General Thomas Astley Cubitt als Gouverneur und Oberkommandierender von Bermuda (Governor & Commander in Chief of Bermuda) ab und hatte diesen Posten bis zu seinem Eintritt in den Ruhestand im Oktober 1939 inne, woraufhin Generalleutnant Denis John Charles Kirwan Bernard seine Nachfolge antrat. Für seine langjährigen Verdienste wurde er am 1. Januar 1936 zum Knight Commander des Order of the Bath (KCB) geschlagen und führte seither den Namenszusatz „Sir“.
Reginald John Thoroton Hildyard war seit dem 23. November 1911 bis zu seinem Tode am 29. September 1965 mit Muriel Mary Bonsor verheiratet, Tochter des Unterhausabgeordneten Cosmo Bonsor und dessen zweiter Ehefrau Mabel Grace Brand.